# 檔案

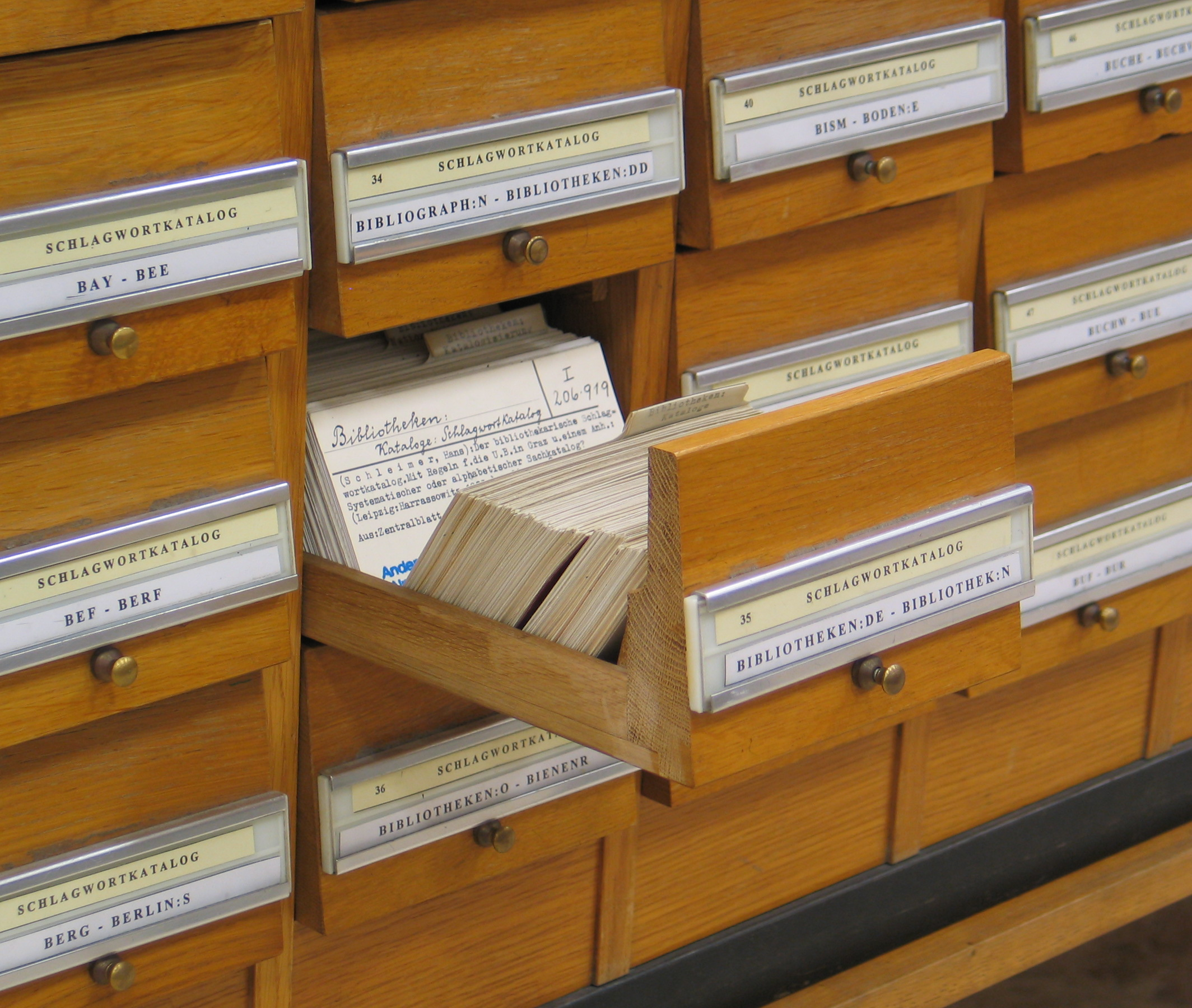
一个档案存放柜

檔案（英語：archive；或称存档、归档、封存）是指組織或個人在業務處理過程所產生、持有、保存并公开作为历史史料的一級來源的堆积物——文献公文(条约、宣言、外交文书、政府有关人士的报告书或传达笔记等)。檔案记录了组织或个人的功能、运作及决策过程。
以案卷保管人及历史学家理解，对法律、商业、施政及社会活动记录存档是有必要性及理所当然的。档案被喻为「有机体的分沁物」，并与意途传递特定訊息而撰寫或創建的文件有别。
普遍来说，档案是按照文化、历史或证据价值而挑选出来以作为永久或長期保存的记录。档案包括了信件、報告、賬目、会议记录、照片、草稿和最終稿件。它們可以作为過去事件的文獻證據，并协助解釋和理解歷史。档案一般是没有出版或公开，和有很多相同复制本的书本或杂志不同，它很多时候只有一份。这意味着档案库和图书馆在职能和管理上颇为不同。
以管理档案为工作的人称为案卷保管人。对档案的组织、保存、获取资讯的研究学科称为档案学。

## 詞源
「檔案」一詞，初見於清朝楊賓的《柳邊紀略》，至今仍以此詞稱之。
英语的档案（archive）首次出现在十七世紀早期，衍生自法语（複數），源於拉丁文 或，也是希腊文ἀρχεῖον (arkheion)的羅馬化形式。

## 定义
根据美國檔案工作者協會，档案的定义为「由个人、家庭或组织在公共或私人事务中建立或接收的材料，其信息具有持久價值或可作为創造者的職能和責任的证据而保存下来」。

## 外部連結
- 国家档案馆列表
- 國家發展委員會檔案管理局（台灣）
  - 電子檔案線上百科